# 브릿지타 토마치오

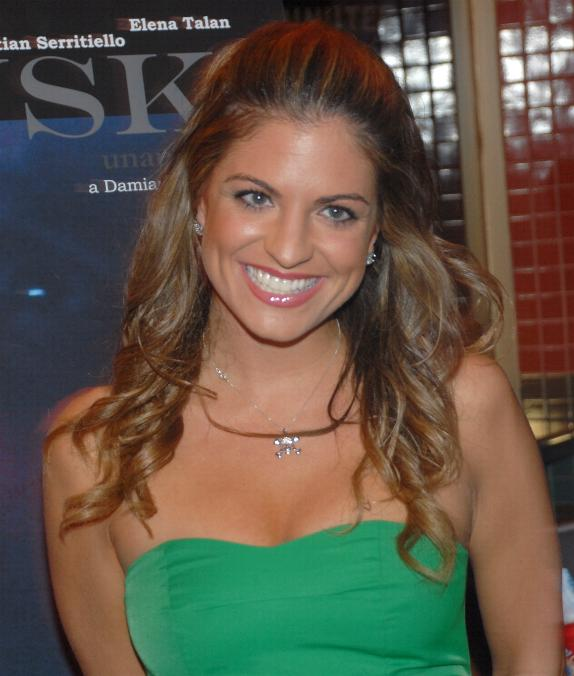

브릿지타 토마치오(Bridgetta Tomarchio, 1978년 12월 25일 ~ )는 미국의 배우, 모델, 텔레비전 배우, 영화배우이다.
볼티모어에서 태어났다.

## 영화
- 6 난스모커스 (2011년) - 의사 레지나 포웰 역
- 다잉 골 (2005년)